# Lucjan Jarczyk
Lucjan Jarczyk (ur. 9 listopada 1927 w Chorzowie, zm. 15 lutego 2020) – polski fizyk, prof. dr hab..

## Życiorys
W 1952 ukończył studia fizyczne na Uniwersytecie Jagiellońskim, od 1951 pracował na macierzystej uczelni. W 1962 obronił pracę doktorską, w 1968 habilitował się na podstawie pracy zatytułowanej Rozpraszanie cząstek alfa na jądrze 40Ca. W 1980 nadano mu tytuł profesora w zakresie nauk fizycznych.
Pracował w Instytucie Fizyki na Wydziale Fizyki, Astronomii i Informatyki Stosowanej Uniwersytetu Jagiellońskiego.
Pochowany na cmentarzu Batowickim w Krakowie (kw. XVII-18-12).

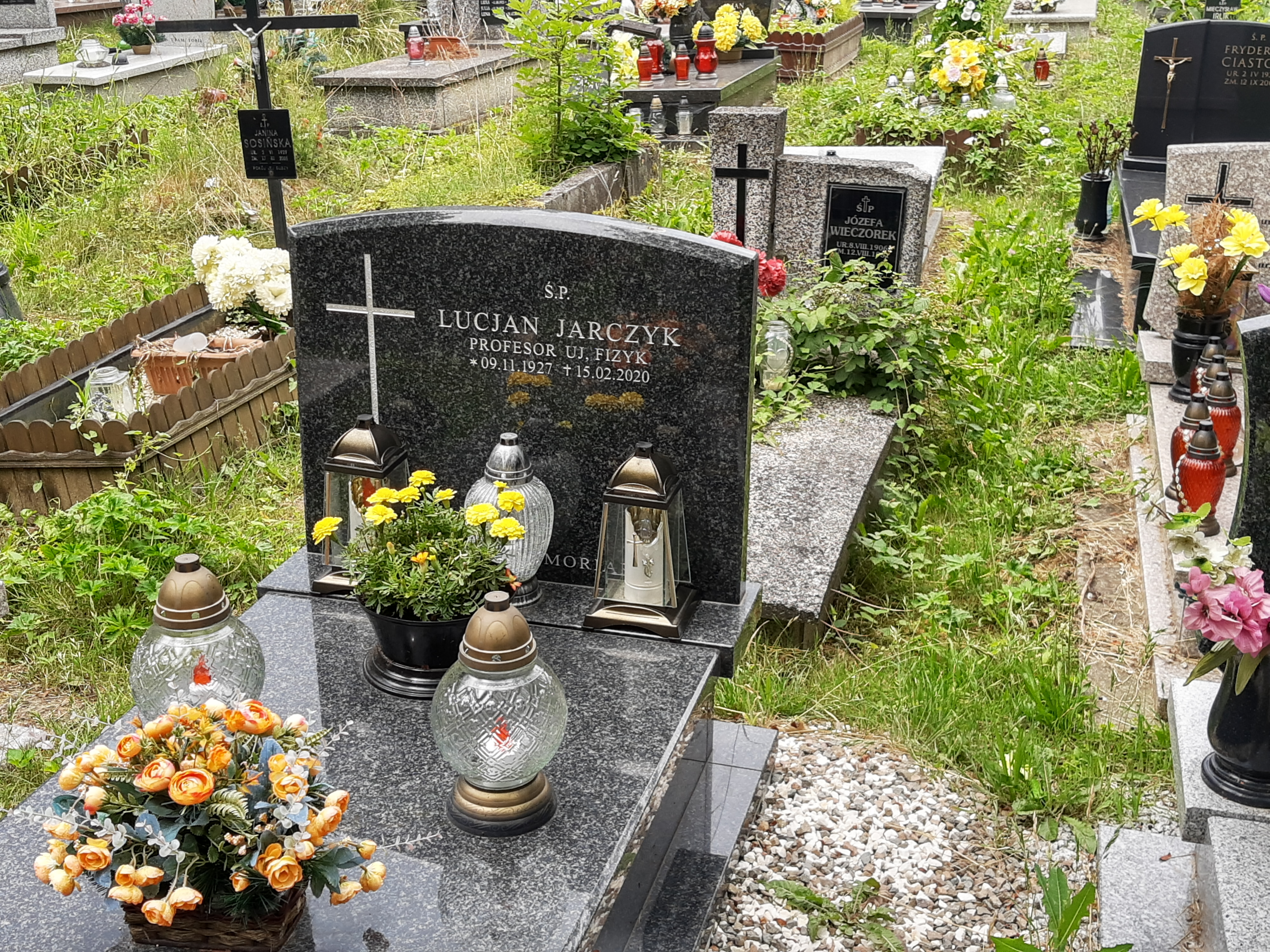
Grób prof. Lucjana Jarczyka na Cmentarzu Prądnik Czerwony

## Odznaczenia i wyróżnienia
- Medal Komisji Edukacji Narodowej (1978)[2]
- Złoty Krzyż Zasługi (1974)[2]
- Krzyż Zasługi Pierwszej Klasy Orderu Zasługi Republiki Federalnej Niemiec[3]
- Krzyż Kawalerski Orderu Odrodzenia Polski (1981)[2]
- Krzyż Oficerski Orderu Odrodzenia Polski (2001)[5]
- Minerva-Preis (2000)[6]
- Medal „Plus ratio quam vis” Uniwersytetu Jagiellońskiego (2008)[3]